# Німецький ультиматум Польщі (1939)

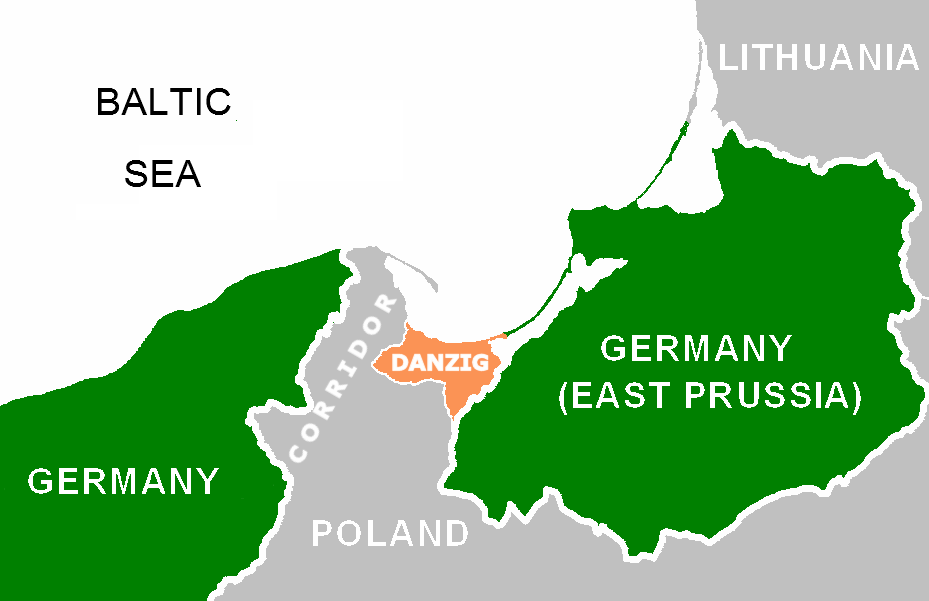
Польський коридор у 1923–1939 рр

Німецький ультиматум Польщі 1939  посилається на список із 16 вимог нацистської Німеччини, які були опубліковані в серпні 1939 року як мирна пропозиція та зачитані на німецькому радіо 31 серпня 1939 року. Також було оголошено, що ці пункти були відхилені Польщею, що не відповідало дійсності. Як і рейд на радіостанцію Gleiwitz того ж дня, ця публікація слугувала легітимізації вторгнення до Польщі нацистською Німеччиною, Словаччиною та комуністичним СРСР

## Фон
23 серпня між Радянським Союзом та нацистською Німеччиною, було укладено пакт Ріббентропа-Молотова, згідно з яким Східно-Центральну Європу було поділено на німецьку та радянську сфери впливу в секретному додатковому протоколі. 1 вересня 1939 це стало основою для німецького нападу на західну Польщу. 17 вересня 1939 відбулося радянське вторгнення до східної Польщі 
29 серпня 1939 року Гітлер повідомив британського посла Невіла Гендерсона, що він готовий відновити переговори з Польщею. Для цього протягом 24 годин до Берліна мав би прибути польський уповноважений. В принципі, Польща та Велика Британія були готові до переговорів. Через кінцеву вимогу Гітлера британський уряд вирішив не надсилати цю вимогу до Варшави до закінчення встановленого терміну. У ніч на 31 серпня нацистський міністр закордонних справ Йоахім фон Ріббентроп зачитав Гендерсону 16 пунктів і всупереч усім дипломатичним звичаям відмовився передати йому відповідний документ. Ця пропозиція втратила силу, оскільки польський представник не був присутній на зустрічі. Лише наступного дня польський посол Юзеф Ліпський з’явився в МЗС і попросив аудієнції у Ріббентропа. Затримавши послав на п'ять годин після його прибуття,  Ріббентроп  відпустив його, повідомивши, що він повідомить про це "фюреру", і посол не має повноважень на переговори, яких вимагав Гітлер,. Так було розірвано німецько-польські відносини.
На момент радіопередачі того ж дня Гітлер вже віддав наказ наступати 1 вересня 1939 року 

## Шістнадцять пунктів
1. З огляду на його суто німецький характер і одностайну волю його населення Вільне місто Данциг має бути негайно повернене Німецькому Рейху.
2. Територія, відома як Польський коридор, тобто територія, обмежена Балтійським морем і лінією, що йде від Марієнвердера до Грауденца, Кульма, Бромберга (включаючи ці міста), а потім у західному напрямку до Шенланке, сама вирішити, чи стане вона частиною Німецького Рейху чи залишиться з Польщею.
3. Для цього на цій території буде проведено плебісцит. Усі німці, які проживали в цій місцевості на 1 січня 1918 року або які народилися там до чи раніше цього дня, а також усі поляки, касуби тощо, які проживали в цій місцевості на той день або які народилися там або до вищезазначеної дати, мають право голосу. Німці, які були вигнані з цієї території, повертаються з метою реєстрації своїх голосів. Для того, щоб забезпечити неупереджений плебісцит і гарантувати, що необхідні та масштабні приготування до плебісциту будуть проведені належним чином, Міжнародна комісія, подібна до тієї, що була сформована у зв’язку з Саарським плебісцитом і складається з членів, призначених чотирма Великими державами, Італія, СРСР, Франція і Велика Британія повинні бути негайно утворені і поставлені під контроль цієї території. Ця комісія має здійснювати суверенні права на всій території. З цією метою територія буде евакуйована польськими військовими силами, польською поліцією та польською владою в найкоротший термін, який буде погоджено.
4. Польський порт Гдиня в межах польського поселення не входить до цієї зони, але, принципово, визнається польською територією. Деталі кордонів цього польського порту будуть визначені Німеччиною та Польщею та, якщо необхідно, встановлені Міжнародним арбітражним судом.
5. Для того, щоб дати достатньо часу для необхідної та масштабної підготовки до проведення неупередженого плебісциту, цей плебісцит не має відбуватися раніше, ніж мине дванадцять місяців.
6. Для того, щоб протягом цього періоду лінії сполучення Німеччини зі Східною Пруссією та доступ Польщі до моря могли бути необмежено забезпечені, мають бути визначені певні дороги та залізничні лінії, щоб полегшити безперешкодний транзит. У зв'язку з цим можуть стягуватися лише такі податки, які необхідні для утримання шляхів сполучення та для здійснення транспорту.
7. Рішення про виділення цієї території приймається абсолютною більшістю поданих голосів.
8. Щоб забезпечити після плебісциту (незалежно від його результату) необмежену комунікацію Німеччини з провінцією Данціг-Східна Пруссія, а також вихід Польщі до моря, Німеччина зобов’язується, якщо ця територія буде повернута Польщі в результаті плебісциту, отримати екстериторіальну зону руху, що пролягає, скажімо, від Бютува до Данцига чи Діршау з метою будівництва німецької автомобільної магістралі ( Reichsautobahn ), а також чотириколійної залізничної лінії. Будівництво автомобільної дороги та залізниці має бути виконано таким чином, щоб польські шляхи сполучення не були зачеплені, тобто їх слід перемостити або підмостити. Ця зона буде мати ширину один кілометр і буде територією Німеччини. Якщо результат плебісциту буде на користь Німеччини, то Польща матиме ті самі права, які мала б Німеччина, будувати екстериторіальне автомобільне та залізничне сполучення, щоб забезпечити їй вільний і необмежений доступ до її порту Гдиня.
9. У випадку повернення Рейху польського коридору, останній заявляє, що готовий домовитися з Польщею про обмін населенням, якщо умови в коридорі сприяють такому обміну.
10. Будь-які спеціальні права, на які претендує Польща в порту Данціг, повинні обговорюватися на паритетній основі в обмін на рівні права для Німеччини в порту Гдиня.
11. Щоб уникнути будь-якого відчуття загрози чи небезпеки з обох сторін, Данциг і Ґдиня віднині матимуть суто комерційний характер; тобто жодне з цих місць не повинно бути забезпечене засобами військового захисту чи укріпленнями.
12. Півострів Гела, який за результатами плебісциту буде віднесений або до Польщі, або до Німеччини, також буде демілітаризований у будь-якому випадку.
13. Уряд Німеччини, маючи серйозні претензії щодо поводження поляків з меншістю, і польський уряд, вважаючи себе вправним подавати скарги проти Німеччини, погоджуються розслідувати всі скарги щодо економічної та особистої шкоди, а також інших терористичних актів. Німеччина та Польща зобов’язуються відшкодувати меншинам з обох сторін будь-які економічні збитки та інші збитки, заподіяні їм з 1918 року; та/або скасувати всі експропріації або іншим чином повністю відшкодувати відповідну особу або осіб за ці та інші посягання на економічне життя.
14. Щоб позбавити німців, які залишилися в Польщі, а також поляків, які залишилися в Німеччині, від відчуття, що вони позбавлені переваг міжнародного права, і перш за все, щоб дати їм певність, що їх не примушують брати участь у акціях і надаючи послуги такого роду, які не сумісні з їхніми національними переконаннями, Німеччина та Польща взаємно погоджуються захищати права своїх відповідних меншин шляхом найбільш повних і зобов’язуючих угод з метою гарантування цим меншинам збереження, вільного розвитку та культивування їх національного звичаїв, звичок і традицій, щоб надати їм, зокрема, і з цією метою форму організації, яку вони вважають необхідною. Обидві сторони зобов'язуються не призивати представників меншини на військову службу.
15. У разі досягнення угоди на основі цих пропозицій Німеччина та Польща заявляють про готовність негайно віддати наказ і провести демобілізацію своїх відповідних збройних сил.
16. Будь-які додаткові заходи, необхідні для прискорення виконання вищезазначеної угоди, повинні бути взаємно погоджені між Німеччиною та Польщею.[6]

## Коментар
У 1959 році німецький історик Карл Дітріх Ердман висловив думку, що Польща відмовилася «проявити будь-яке об’єктивне примирення в питаннях, які необхідно було вирішити після невдалих положень Версальського договору ». Роблячи це, вона послабила власну «моральну позицію» перед обличчям німецького «нав’язування проти польської цілісності та незалежності».
Натомість історик Клаус Гільдебранд зазначив, що німецька пропозиція нацистського керівництва Німеччии була зроблена лише як алібі для власного населення і рішення воювати і вторигнутися в Польщу було прийнято давно.
За даними німецького історика Германа Грамі 16 пунктів не були основою для переговорів, а мали на меті що переговори «лопнути».
Петер Лонгеріх також наголошує на «чисто пропагандистському характері» меморандуму з 16 пунктів, оскільки німці не дали ні польській, ні британській стороні можливості прокоментувати його до початку вторгнення.